# Vichel-Nanteuil
Vichel-Nanteuil é uma comuna francesa na região administrativa de Altos da França, no departamento de Aisne. Estende-se por uma área de 6,39 km². Em 2010 a comuna tinha 83 habitantes (densidade: 13 hab./km²).